# Ophiogomphus smithi
Ophiogomphus smithi är en trollsländeart som beskrevs av Tennessen och Vogt 2004. Ophiogomphus smithi ingår i släktet Ophiogomphus och familjen flodtrollsländor. Inga underarter finns listade i Catalogue of Life.